# Korea JoongAng Daily
Le Korea JoongAng Daily (코리아중앙데일리) est un des trois quotidiens de langue anglaise de Corée du Sud, créé le 17 octobre 2020, avec le Korea Herald et le Korea Times. D'orientation conservatrice, c'est l'équivalent étranger du Joong-Ang Ilbo, un des quotidiens les plus populaires du pays. Il inclut des articles écrits par ses propres reporters, ainsi que des articles traduits de la version coréenne. Il est vendu avec le International Herald Tribune.